# Nils Blümel

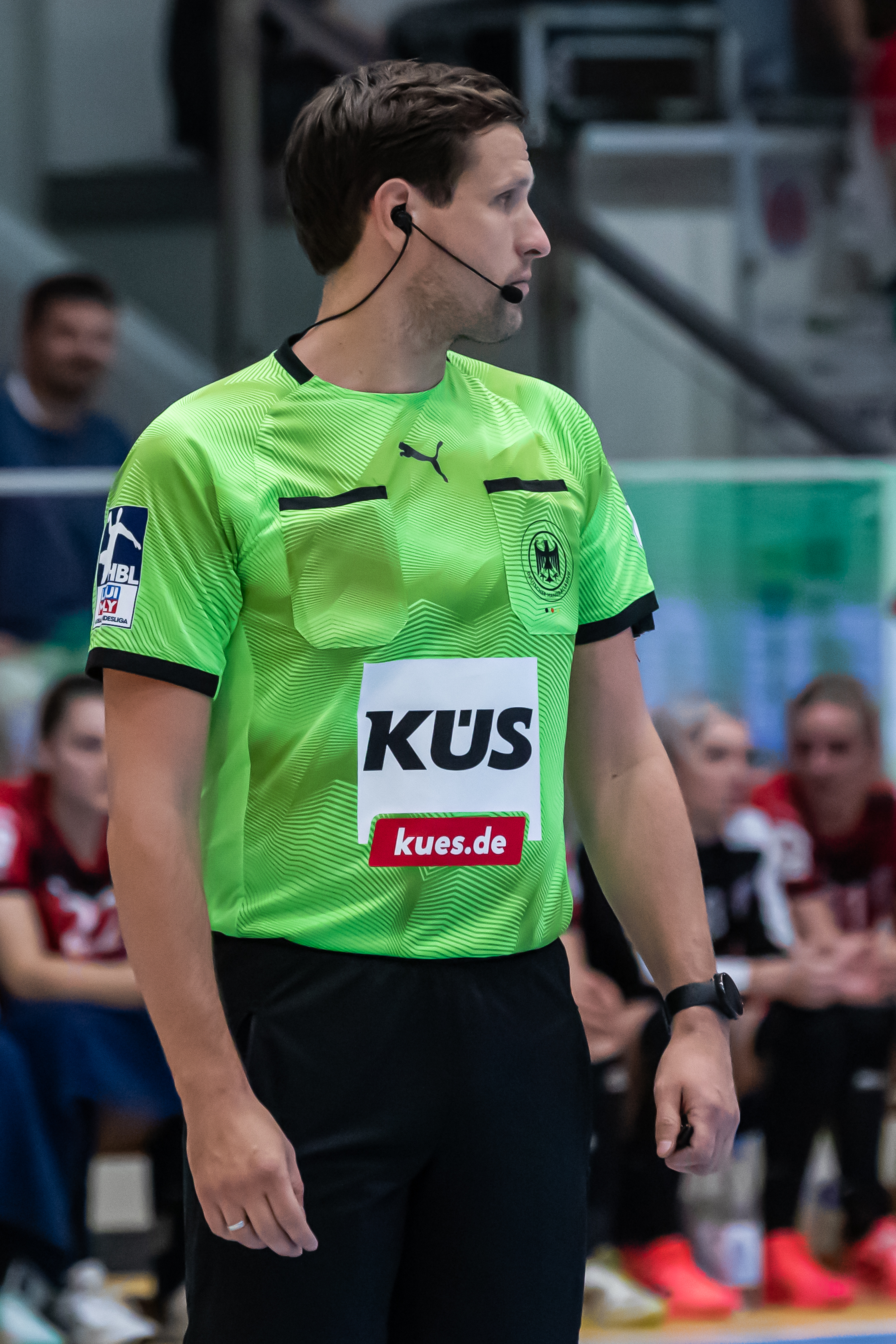
Nils Blümel (2020)

Nils Blümel (* 1982) ist ein deutscher Handballschiedsrichter aus Berlin. Er gehört zum Elitekader des DHB und ist seit 1996 Schiedsrichter.

## Karriere
Blümel wurde 1996 Schiedsrichter. Auf Ebene des DHB kommt er auf über 730 Spiele, die er als Teil des Schiedsrichtergespanns Blümel/Loppaschewski geleitet hat. Nils Blümel ist Schiedsrichtersprecher des Deutschen Handballbundes und in dieser Funktion Mitglied der Schiedsrichterkommission des DHB. Mit Jörg Loppaschewski pfeift er seit 2002 zusammen, den er aus seinem Heimatverein kannte und dessen Gespannpartner Sascha Gremmel in diesem Jahr ausschied. Das Gespann Blümel/Loppaschewski gehörte bereits in seiner ersten Saison dem Perspektivkader des DHB an, obwohl Blümel vorher nur bis zur Frauen-Regionalliga gepfiffen hatte.